# 七島町
七島町（ななしまちょう）は、神奈川県横浜市神奈川区の町名。「丁目」のない単独行政地名。住居表示未実施区域。

## 地理
神奈川区の北東部に位置し、北東に大口仲町、東に大口通、南に子安通、南西に浦島丘、西に白幡東町、北西に白幡仲町、北に西大口と接している。

## 歴史

### 沿革
- 1936年（昭和11年）11月1日 - 子安町の一部を分離し、七島町を新設。横浜市神奈川区七島町となる[6]。
- 1956年（昭和31年）4月24日 - 土地区画整理事業に伴い、七島町の一部を大口通へ編入[7]。
- 1959年（昭和34年）11月6日 - 土地区画整理事業に伴い、七島町の一部を大口通へ編入。大口仲町、西大口の各一部を七島町に編入[8]。
- 1991年（平成3年）11月11日 - 住居表示の実施に伴い、七島町の一部を白幡東町へ編入[9]。

## 世帯数と人口
2025年（令和7年）6月30日現在（横浜市発表）の世帯数と人口は以下の通りである。
| 町丁   | 世帯数    | 人口    |
| ------ | --------- | ------- |
| 七島町 | 1,878世帯 | 2,965人 |

### 人口の変遷
国勢調査による人口の推移。
| 年                 | 人口  |
| ------------------ | ----- |
| 1995年（平成7年）  | 3,040 |
| 2000年（平成12年） | 2,926 |
| 2005年（平成17年） | 2,854 |
| 2010年（平成22年） | 2,676 |
| 2015年（平成27年） | 2,716 |
| 2020年（令和2年）  | 2,783 |

### 世帯数の変遷
国勢調査による世帯数の推移。
| 年                 | 世帯数 |
| ------------------ | ------ |
| 1995年（平成7年）  | 1,300  |
| 2000年（平成12年） | 1,314  |
| 2005年（平成17年） | 1,368  |
| 2010年（平成22年） | 1,308  |
| 2015年（平成27年） | 1,384  |
| 2020年（令和2年）  | 1,573  |

## 学区
市立小・中学校に通う場合、学区は以下の通りとなる（2024年11月時点）。
| 番・番地等 | 小学校             | 中学校               |
| ---------- | ------------------ | -------------------- |
| 全域       | 横浜市立浦島小学校 | 横浜市立浦島丘中学校 |

## 事業所
2021年（令和3年）現在の経済センサス調査による事業所数と従業員数は以下の通りである。
| 町丁   | 事業所数  | 従業員数 |
| ------ | --------- | -------- |
| 七島町 | 106事業所 | 458人    |

### 事業者数の変遷
経済センサスによる事業所数の推移。
| 年                 | 事業者数 |
| ------------------ | -------- |
| 2016年（平成28年） | 121      |
| 2021年（令和3年）  | 106      |

### 従業員数の変遷
経済センサスによる従業員数の推移。
| 年                 | 従業員数 |
| ------------------ | -------- |
| 2016年（平成28年） | 490      |
| 2021年（令和3年）  | 458      |

## 交通
- 国道1号（第二京浜国道）

## 施設
- 東京法務局 横浜地方法務局 神奈川出張所
- 薬王寺
- 相應寺
- 蓮法寺

## その他

### 日本郵便
- 郵便番号 : 221-0061[3]（集配局：神奈川郵便局[19]）

### 警察
町内の警察の管轄区域は以下の通りである。
| 番・番地等 | 警察署       | 交番・駐在所 |
| ---------- | ------------ | ------------ |
| 全域       | 神奈川警察署 | 浦島丘交番   |